# Jety IV

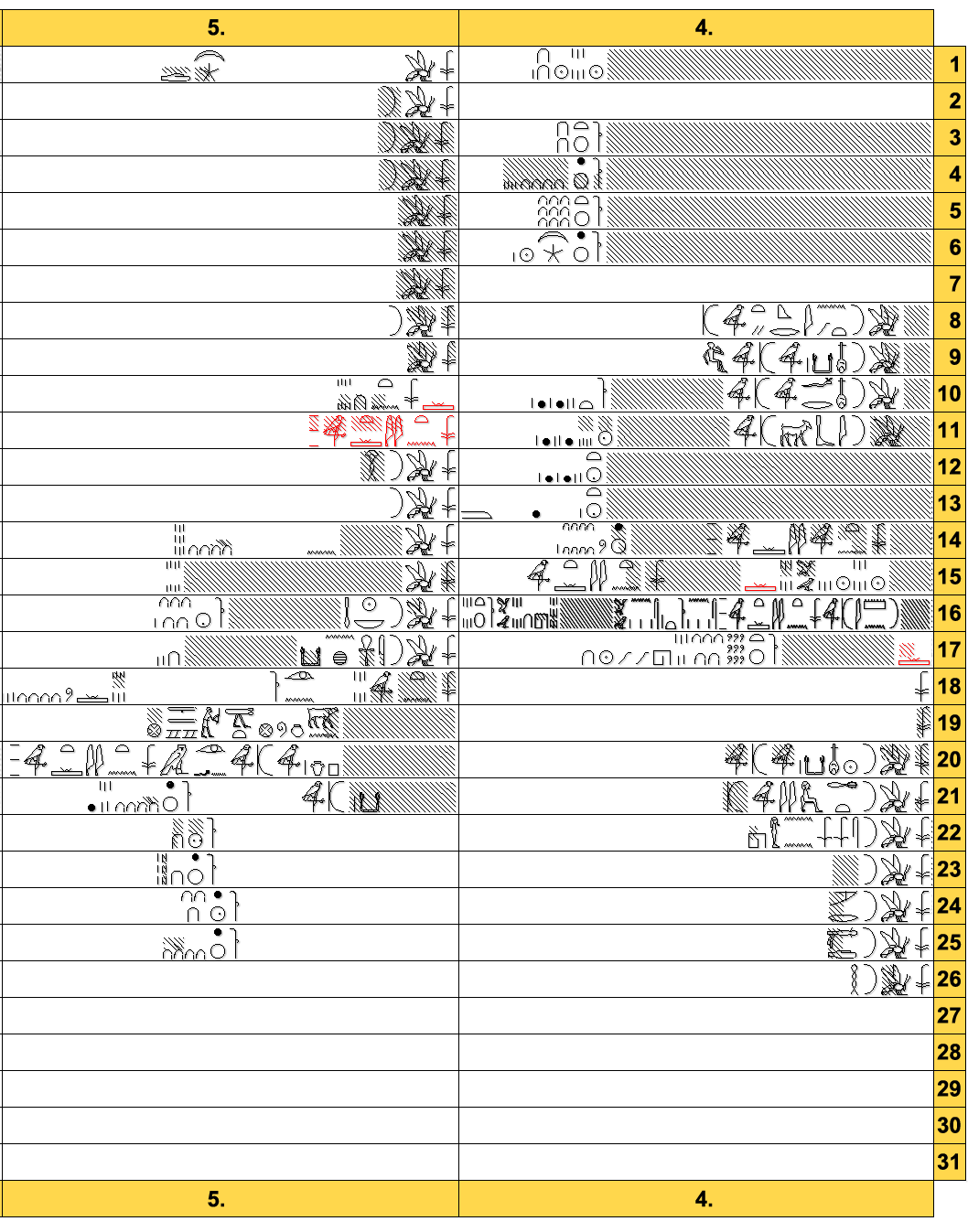
Canon Real de Turín, registro 4.24.

Mery...ra Jety, o Jety IV, fue un gobernante de la dinastía IX de Egipto c. 2085-2070 a. C. 
Parte de su nombre, Mery...(Ra) Jety, está inscrito en el Canon Real de Turín, en el registro 4.24.
No figura en la Lista Real de Abidos ni en la Lista Real de Saqqara. Tampoco lo mencionan Sexto Julio Africano ni Eusebio de Cesarea.
- Según algunos especialistas sería un rey de la dinastía X.

## Titulatura
| Titulatura | Jeroglífico | Transliteración (transcripción) - traducción - (referencias) |

| HASH | U7 · D21 | HASH | F32 · X1 | M17 | M17 |

| HASH | U7 · D21 | HASH | F32 · X1 | M17 | M17 |

| HASH | U7 · D21 | HASH | F32 · X1 | M17 | M17 |

| HASH | U7 · D21 | HASH | F32 · X1 | M17 | M17 |

| HASH | U7 · D21 | HASH | F32 · X1 | M17 | M17 |

| HASH | U7 · D21 | HASH | F32 · X1 | M17 | M17 |

| HASH | U7 · D21 | HASH | F32 · X1 | M17 | M17 |

| HASH | U7 · D21 | HASH | F32 · X1 | M17 | M17 |

| HASH | U7 · D21 | HASH | F32 · X1 | M17 | M17 |

| HASH | U7 · D21 | HASH | F32 · X1 | M17 | M17 |

| HASH | U7 · D21 | HASH | F32 · X1 | M17 | M17 |

| HASH | U7 · D21 | HASH | F32 · X1 | M17 | M17 |

| HASH | U7 · D21 | HASH | F32 · X1 | M17 | M17 |

| HASH | U7 · D21 | HASH | F32 · X1 | M17 | M17 |

| HASH | U7 · D21 | HASH | F32 · X1 | M17 | M17 |

| HASH | U7 · D21 | HASH | F32 · X1 | M17 | M17 |

| N5 | U7 · D21 | HASH |

| N5 | U7 · D21 | HASH |

| N5 | U7 · D21 | HASH |

| N5 | U7 · D21 | HASH |

| N5 | U7 · D21 | HASH |

| N5 | U7 · D21 | HASH |

| N5 | U7 · D21 | HASH |

| N5 | U7 · D21 | HASH |

| N5 | U7 · D21 | HASH |

| N5 | U7 · D21 | HASH |

| N5 | U7 · D21 | HASH |

| N5 | U7 · D21 | HASH |

| N5 | U7 · D21 | HASH |

| N5 | U7 · D21 | HASH |

| N5 | U7 · D21 | HASH |

| N5 | U7 · D21 | HASH |

| F32 · X1 | M17 | M17 |

| F32 · X1 | M17 | M17 |

| F32 · X1 | M17 | M17 |

| F32 · X1 | M17 | M17 |

| F32 · X1 | M17 | M17 |

| F32 · X1 | M17 | M17 |

| F32 · X1 | M17 | M17 |

| F32 · X1 | M17 | M17 |

| F32 · X1 | M17 | M17 |

| F32 · X1 | M17 | M17 |

| F32 · X1 | M17 | M17 |

| F32 · X1 | M17 | M17 |

| F32 · X1 | M17 | M17 |

| F32 · X1 | M17 | M17 |

| F32 · X1 | M17 | M17 |

| F32 · X1 | M17 | M17 |

| Predecesor: Jety III | Faraón Dinastía IX | Sucesor: Shed...y |

- Datos: Q673027
- Multimedia: Khety Meriibre / Q673027